# Драган Тодоровић
Драган Тодоровић (Горњи Милановац, 25. јануар 1953) српски је политичар. Бивши је члан и високи функционер Српске радикалне странке. Обављао је функцију министра инфраструктуре, министра саобраћа и био је посланик у више сазива Скупштине Србије.

## Биографија
Тодоровић је у Београду завршио Средњу машинску школу „Петар Драпшин“, као и Факултет организационих наука. Осамдесетих је основао прво приватно транспортно предузеће у Београду.
Политиком је почео да се бави 1990. године, када је приступио Српском слободарском покрету на челу са Војиславом Шешељем. Од 1991. је члан Српске радикалне странке. За посланика у Скупштини Србије биран је више од петнаест година, а у неколико сазива био је посланик СРС и у Скупштини СР Југославије и Србије и Црне Горе.
Вршио је функцију министра за саобраћај и везе у другој Влади Мирка Марјановића, од марта 1998. године, коју је формирала коалиција СПС-ЈУЛ-СРС. На дужности министра био је до октобра 2000.
На председничким изборима 2008, био је шеф изборног штаба председничког кандидата Српске радикалне странке, Томислава Николића. Након парламентарних мајских избора те 2008, Тодоровић је изабран за председника Одбора за безбедност Скупштине Србије.
Септембра 2008, након искључења Томислава Николића из СРС, Тодоровић је именован за шефа посланичке групе радикала, а Војислав Шешељ га је овластио да руководи странком.